# Torpil
Torpil (búlgar: фунийки с крем, rus: Трубочки с кремом i polonès: Rurki z kremem) és un producte de pastisseria de la cuina turca i dels Balcans fet a base d'una massa de milfulls, farcit amb una crema pastissera feta, generalment, de llet, farina comuna, mantega (o margarina), vainilla, sucre i ous.
La paraula torpil literalment vol dir torpede en l'idioma turc i segurament és donada a aquest dolç perquè la forma s'hi assembla. De vegades aquest brioix té la forma d'un con i també es diu Külah tatlısı, o dolç de con. (En l'idioma turc, "külah" és un con de neula per menjar el gelat).